# Zanpantzar

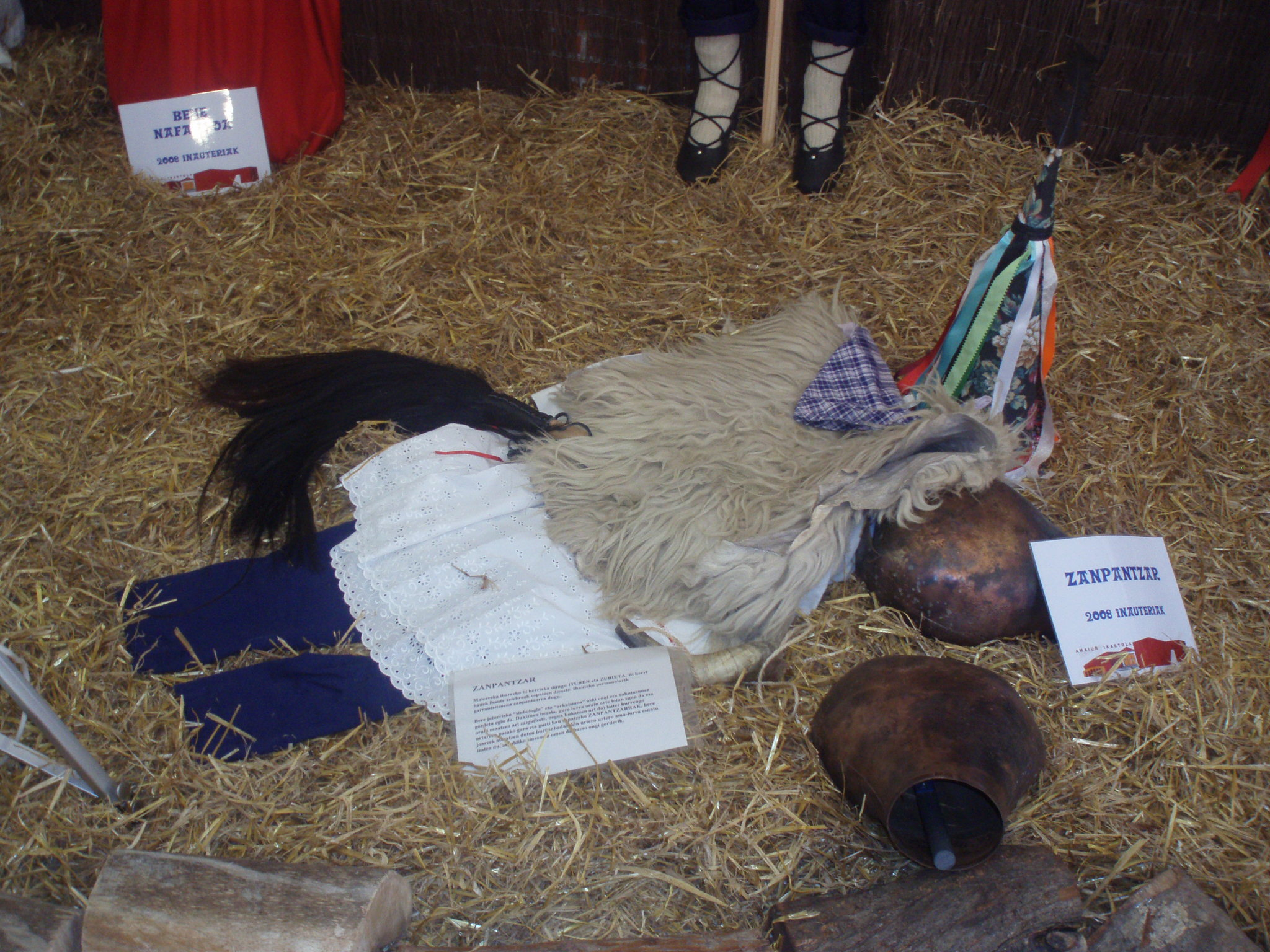
Disfraz de Joaldun infantil expuesto en una ikastola de Pamplona en 2008.

Joaldun es un personaje tradicional de la cultura navarra originario de los pueblos navarros de Ituren y Zubieta que anuncia la llegada del carnaval agitando sus cencerros (joareak o joaleak) en la última semana de enero.

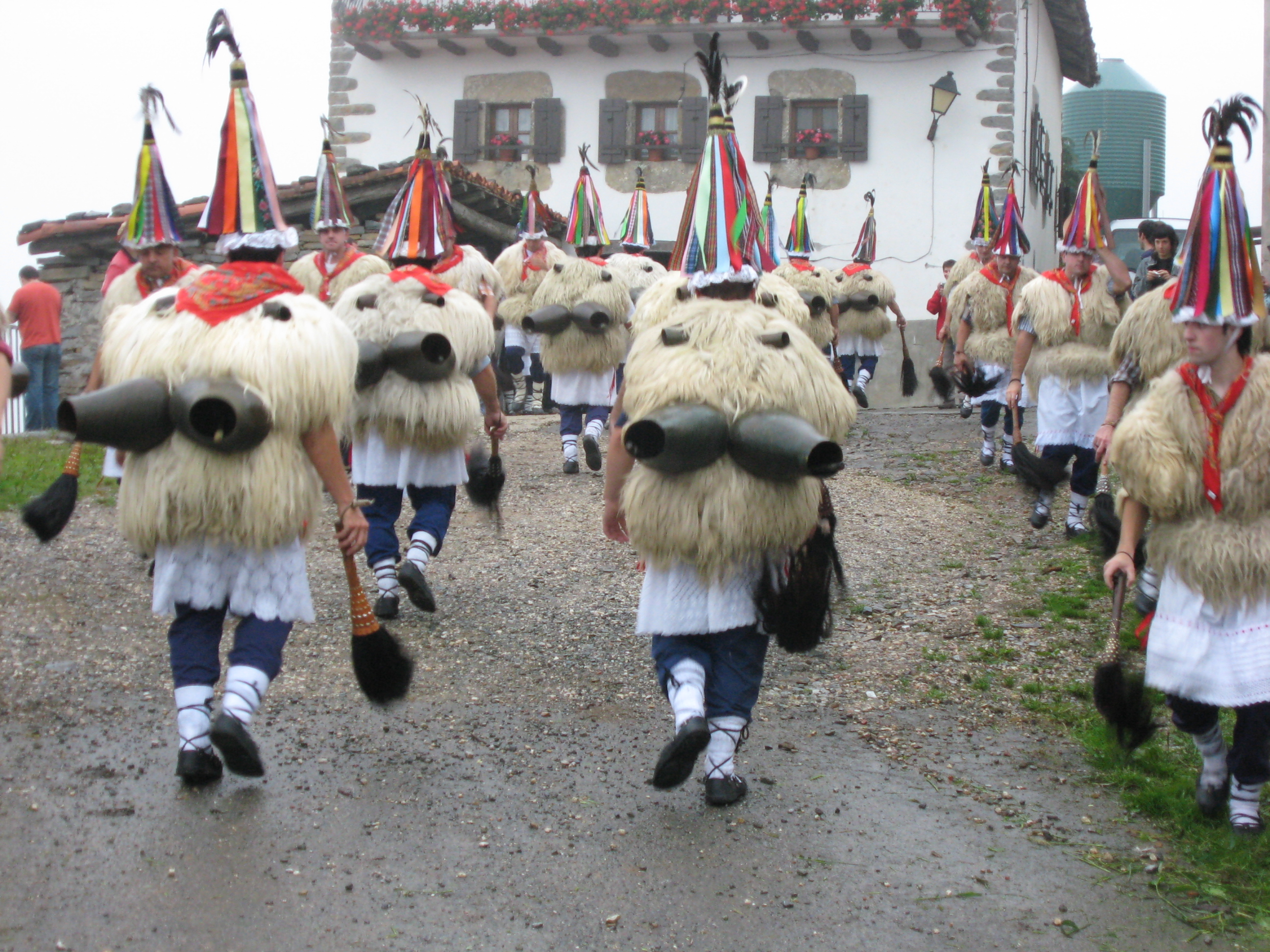
Joaldunak de Ituren

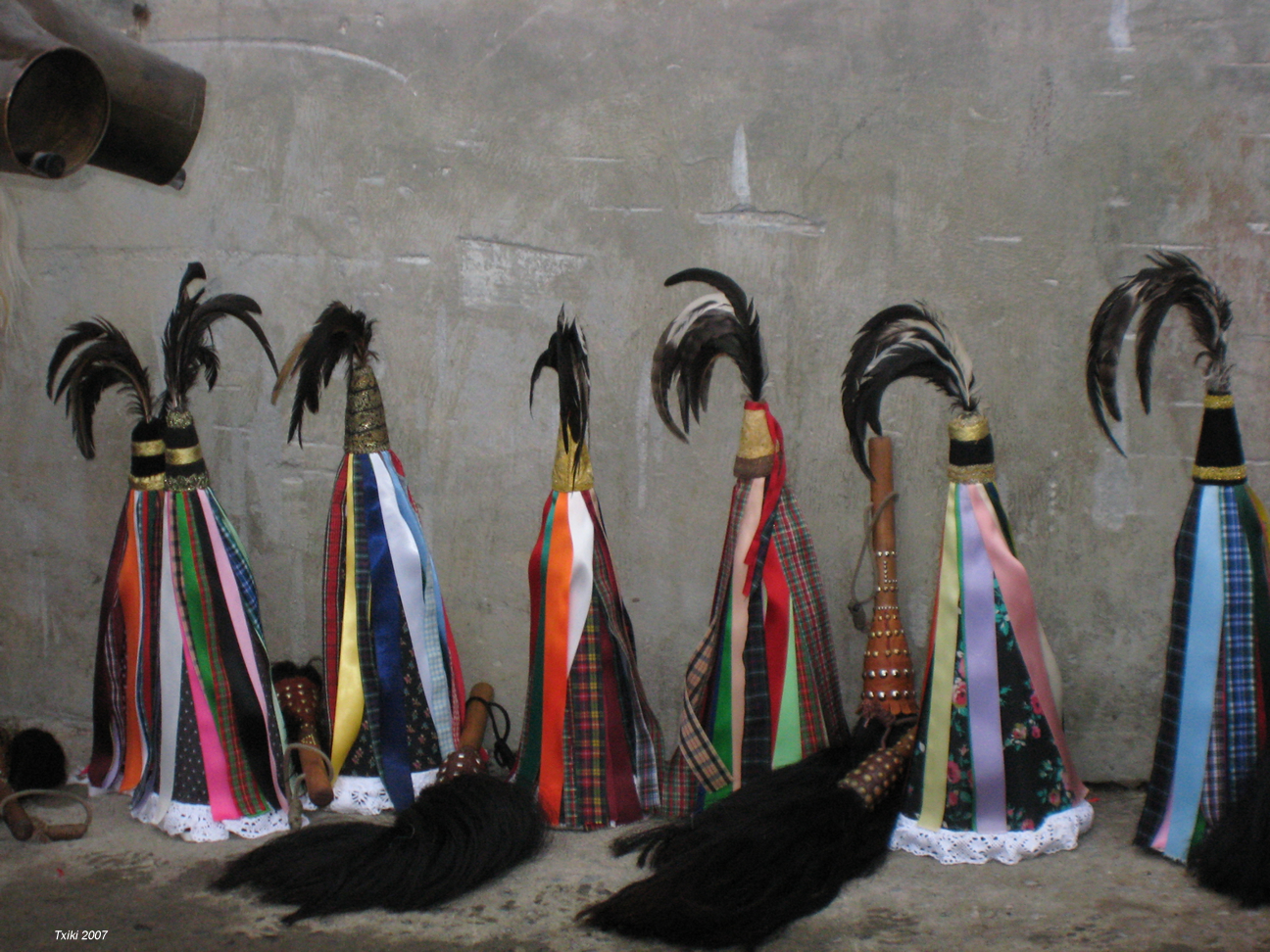
Sombreros de los Joaldunak

Se desconoce el origen de esta tradición rural, aunque puede constatarse gran similitud, tanto en indumentaria como en el sentido de la danza y la función de los cencerros, cuyo sentido es forzar el "despertar" de la naturaleza y la expulsión de los malos espíritus tras el invierno haciendo ruido, con las trangas y los goluchos de Bielsa (en la misma cordillera), los zarramacos de La Vijanera de Silió, los zamarrones de Zamora, los zarramaches de Casavieja, los mamuthones, de Cerdeña,  los kurenti, en el este de Eslovenia, los kukeri, búlgaros, y similares tradiciones con personajes grotescos antropomórficos relacionados con el rito de Dioniso, muy extendidos por la Europa meridional. Primero los de Ituren realizan la danza en el barrio de Latsaga, en Zubieta y luego al revés. Joaldunak o Ioaldunak, visten enaguas de puntillas, abarcas, se cubren de piel de oveja por hombros y cintura, pañuelos de colores (generalmente de cuadros azules) al cuello, gorros cónicos con cintas, hisopos de cola de caballo y un par de cencerros de gran tamaño sujetos a los riñones. Estos cencerros deben sonar al unísono al andar todos los integrantes del grupo al compás.
La diferencia entre los Joaldun de uno y otro pueblo es que la indumentaria de los Joaldun de Zubieta no incluye la pelliza de piel con los dos cencerros pequeños sobre la camisa que es blanca y en que el pañuelo del cuello es más pequeño y de cuadros azules.
En cuanto al origen del nombre algunos ven cierto paralelismo con un personaje medieval francés, Saint Pansard es decir el santo de la panza o San Panzudo. Al respecto es preciso decir que la denominación Zanpantzar no tiene ningún arraigo en los propios pueblos de Ituren y Zubieta, denominándose generalmente como Joaldunak los portadores de los cencerros.
Hoy en día la actuación de Joaldunak (plural) se ha extendido a otras celebraciones del folclore tradicional vasco y de este modo podemos ver comparsas de Joaldun acompañando la cabalgata del Olentzero en plena Navidad en distintos pueblos del País Vasco y Navarra.